# Steffanie
Steffanie（ステファニー、出生名：ステファニー・レイコ・ボルジェ（英語: Steffanie Reiko Borge）、1961年8月30日 - ）は、日系アメリカ人の女性モデル、歌手。ヘヴィメタル・バンド『SHOW-YA』の2代目ボーカリスト。
アメリカ・サンフランシスコ出身。

## 経歴
父親はアメリカ人でジャズ・シンガーのジミー・ボルジェス、母親は日系アメリカ人。生まれてすぐにハワイのホノルルに住んでいた。その後、彼女は広告とテレビキャンペーンのモデルとして日本で働き始める。
1977年、カネボウ水着イメージモデルを務め、1977年から1978年の間に2枚シングルと、1枚のオリジナル・アルバムをリリースして歌手としてのキャリアを開始した。
1980年代の間にアイドルポップスからロック・ヘヴィメタルに路線を変更する。ハードロック旋律によってリリースされた日本で記録された2枚のオリジナル・アルバムを、ワーナー・パイオニアから発売した。オリジナル・アルバムのレコーディングで参加ミュージシャンはすべて日本人だったが、一方で作曲陣や、さまざまな日本のテレビ番組で彼女に付随するバンドは、いとこのトニーとデビッド・ボルジェス、そして将来の夫のランディ・ユルゲンソンらのアメリカ人パフォーマーによって構成されていた。1985年にはアニメ映画『うる星やつら3 リメンバー・マイ・ラヴ』の主題歌を担当した。
1991年に数回オーディションを行った後、ヘヴィメタル・バンド『SHOW-YA』のボーカルであった寺田恵子に代わって、Steffanie Borgesのフルネーム名義で参加。彼女はバンドに6年間留まり、1991年6月には北朝鮮で多くのメディアに取り上げられたコンサートを行い、1992年にSHOW-YAでシングル「天使の炎-Flame Of The Angels-」、1995年にアルバム『Touch the Sun』をリリースした。
1996年にバンドを辞め、「Touch the Sun」のレコーディングセッションで共に働いていた夫と1997年、結婚後ロサンゼルスに活動拠点を移す。その後引退し、カリフォルニア州タルザナに住んでいる。

## ディスコグラフィー

### シングル
| #                                   | 発売日                 | タイトル                     | B面                              | 規格                   | 規格品番               |
| ディスコメイトレコード              | ディスコメイトレコード | ディスコメイトレコード       | ディスコメイトレコード           | ディスコメイトレコード | ディスコメイトレコード |
| ----------------------------------- | ---------------------- | ---------------------------- | -------------------------------- | ---------------------- | ---------------------- |
| 1st                                 | 1977年9月              | 恋のロケーション             | アイム・ア・ラッキーガール       | EP                     | DSK-117                |
| 2nd                                 | 1978年1月              | シルエット                   | ふたりのラヴ・ソング             | EP                     | DSK-120                |
| ワーナーパイオニア / WARNER RECORDS |                        |                              |                                  |                        |                        |
| 3rd                                 | 1985年1月25日          | ボーン・トゥ・ビー・フリー   | リメンバー・マイ・ラヴ           | EP                     | K-1543                 |
| 4th                                 | 1985年4月10日          | ロック・ザ・プラネット       | エヴリデイ                       | EP                     | K-1548                 |
| 5th                                 | 1985年12月10日         | ハイダウェイ (リミックス)    | サバイバル・イン・ザ・ストリーツ | 12inch                 | K-3601                 |
| 6th                                 | 1986年4月25日          | バーニン・アップ・ザ・ナイト | ブレイクアウト                   | EP                     | K-1558                 |
| 7th                                 | 1986年5月25日          | スクールズ・アウト           | チェンジ・オブ・ハート           | EP                     | K-1559                 |

### アルバム

#### オリジナル・アルバム
| #                                   | 発売日                 | タイトル               | 規格                   | 規格品番               |
| ディスコメイトレコード              | ディスコメイトレコード | ディスコメイトレコード | ディスコメイトレコード | ディスコメイトレコード |
| ----------------------------------- | ---------------------- | ---------------------- | ---------------------- | ---------------------- |
| 1st                                 | 1978年4月              | ページ・ワン           | LP                     | DSK-5004               |
| ワーナーパイオニア / WARNER RECORDS |                        |                        |                        |                        |
| 2nd                                 | 1985年6月25日          | ハイダウェイ           | LP                     | K-12516                |
| 2nd                                 | 1985年6月25日          | ハイダウェイ           | CT                     | LKF-8104               |
| 2nd                                 | 1985年7月25日          | ハイダウェイ           | CD                     | 32XL-93                |
| 3rd                                 | 1986年5月25日          | ピンクノイズ           | LP                     | K-12522                |
| 3rd                                 | 1986年5月25日          | ピンクノイズ           | CT                     | LKF-8126               |
| 3rd                                 | 1986年5月25日          | ピンクノイズ           | CD                     | 32XL-152               |

### タイアップ
| 曲名                         | タイアップ                                                                                      | 収録作品                                 |
| ---------------------------- | ----------------------------------------------------------------------------------------------- | ---------------------------------------- |
| ボーン・トゥ・ビー・フリー   | 東宝系配給／キティ・フィルム作品 映画『うる星やつら3 リメンバー・マイ・ラヴ』オープニングテーマ | シングル「ボーン・トゥ・ビー・フリー」   |
| リメンバー・マイ・ラヴ       | 東宝系配給／キティ・フィルム作品 映画『うる星やつら3 リメンバー・マイ・ラヴ』エンディングテーマ | シングル「ボーン・トゥ・ビー・フリー」   |
| ロック・ザ・プラネット       | フジテレビ系放映アニメーション『うる星やつら』（1981年版）オープニングテーマ                    | シングル「ロック・ザ・プラネット」       |
| エヴリデイ                   | フジテレビ系放映アニメーション『うる星やつら』（1981年版）エンディングテーマ                    | シングル「ロック・ザ・プラネット」       |
| ハイダウェイ                 | テレビ朝日系『Triangle Blue PART2』オープニングテーマ                                           | アルバム『ハイダウェイ』                 |
| バーニン・アップ・ザ・ナイト | テレビ朝日系『ハーフムーン』主題歌                                                              | シングル「バーニン・アップ・ザ・ナイト」 |